# Pere Borrell del Caso
Pere Borrell del Caso (ur. w 1835, zm. 16 maja 1910) – hiszpański malarz iluzjonista.
Zajmował się malarstwem olejnym, akwarelą, rysunkiem, grawerstwem, malował również portrety i obrazy o tematyce religijnej (pod wpływem zgrupowania Nazareńczyków). Jego najbardziej znane dzieło to Huyendo de la crítica (Ucieczka przed krytyką), przykład malarstwa iluzjonistycznego.
Dwukrotnie oferowano mu pracę dla Królewskiej Katalońskiej Akademii Sztuk Pięknych św. Jerzego w Barcelonie (Escuela Llotja), jednak odmówił i stworzył własną szkołę. Wpływ jego szkoły można znaleźć w pracach artystów takich jak Romà Ribera, Ricard Canals, Adrià Gual, Xavier Nogués.